# Sri Ram
N. Sri Ram, filósofo, escritor, teósofo, maçom, ensaísta e quinto presidente da Sociedade Teosófica.

## Biografia
Nilakanta ou Nilakantha Sri Ram nasceu em Thanjavur, Tamil Nadu, India em 15 de dezembro de 1889. Um dos oito filhos de Nilakanta Sastri, engenheiro, e de Seshammal; família pertencente a casta Bramânica. Faleceu em Adyar (India) em 8 de abril de 1973, aos 83 anos. Filósofo, teósofo, maçom e presidente da Sociedade Teosófica em Adyar. Exerceu o cargo de secretario privado da quem foi sua presidente até 1933, Annie Besant, Editor Assistente das publicações da Sociedade, Vice-presidente e, posteriormente, Presidente.
Sri Ram foi professor na Besant Theosophical College em Madanapalle, na National School em Bangalore e na National University of India em Chennai. Alcançaria a presidência da Sociedade Teosófica de Adyar em 17 de fevereiro de 1953, sucedendo a Curuppumullage Jinarajadasa e ocupou este cargo até seu falecimento em 1973. Seu sucessor foi John Coats. 
Sri Ram, assim como outros integrantes da Sociedade Teosófica, Foi membro da Federação Hindu da “Le Droit Humain” (uma das maiores ordens maçônicas mistas do mundo)
Mudou simbolicamente seu apelido Sastri (de ascendência bramânica) por Sri Ram (Sri, senhor, prosperidade, y Ram, Rāma), contrário como era ao significado na qual havia degenerado o sistema de castas hindu. Sua filha, Radha Burnier, também foi uma destacada teósofa e posterior presidente da mesma Sociedade em Adyar desde 1980, sucedendo Coats.

## Obras[3]
- Pensamentos para aspirantes ao caminho espiritual. Editora Teosófica, Brasilia.
- Sobre a atalaia, notas editoriais selecionados do The Theosophist, 1953-1966. TPH, Madras, 1966
- Um acesso a realidade. TPH, Madras, 1968
- O interesse humano e outros discursos e ensaios curtos. TPH, Wheaton, 1968
- Pensamentos para aspirantes, segunda parte. Vasanta Press, The Theosophical Society, Adyar, Madras, 1974
- O Homem, sua origem e sua evolução. Editora Teosófica, Brasilia.
- Ambição
- Regeneração humana. Editora Teosófica, Brasilia.
- Campo aberto do terceiro objeto (Da Sociedade Teosófica)
- Discurso do Presidente em sua re-eleição
- Discurso do Presidente, 1967 (Extratos sobre o lugar da Sabeduria no trabalho teosófico)
- Uma Revolução interior
- Pensamentos para aspirantes
- A imagem da infalibilidade
- Por quê a Teosofía não pode ser definida